# Wilhelm Crisolli
Wilhelm Crisolli (20 de enero de 1895 - 12 de septiembre de 1944) fue un general alemán en la Wehrmacht en la II Guerra Mundial que comandó varias divisiones. Fue condecorado con la Cruz de Caballero de la Cruz de Hierro de la Alemania Nazi. Crisolli murió el 12 de septiembre de 1944 por miembros de la resistencia italiana. Fue promovido póstumamente al rango de Generalleutnant.

## Condecoraciones
- Cruz de Hierro (1939) 2.ª Clase (26 de septiembre de 1939) & 1.ª Clase (8 de octubre de 1939)[1]
- Cruz de Caballero de la Cruz de Hierro el 15 de julio de 1941 como Oberstleutnant y comandante del Schützen-Regiment 8[2]